# Tous mes amis sont morts
Pour plus de détails, voir Fiche technique et Distribution.
Tous mes amis sont morts (Wszyscy moi przyjaciele nie żyją) est un film d'horreur polonais réalisé par Jan Belcl et sorti sur la plateforme Netflix en 2021

## Synopsis
Dans une grande maison, un groupe d'une vingtaine d'amis, tous dans la vingtaine à l'exception de Gloria, une « femme cougar », organise une fête pour célébrer la nouvelle année. Le groupe est composite : un joueur de guitare, Anastazja, passionnée d'astrologie, un amoureux transi, des nymphomanes, des dragueurs, des junkies… On boit, on fume, on prend des substances et les libidos sont exacerbées. Suite à la découverte d'un pistolet dans un tiroir, Anastazja tue accidentellement l'organisateur de la soirée. Les événements vont alors s'enchainer jusqu'à la destruction totale du groupe

## Fiche technique
- Titre : Tous mes amis sont morts
- Titre original : Wszyscy moi przyjaciele nie żyją
- Réalisation et scénario : Jan Belcl
- Production : Leszek Bodzak
- Musique : Łukasz Targosz
- Photographe : Cezary Stolecki
- Pays :  Pologne
- Langue : polonais
- Durée : 96 minutes
- Genre : Comédie dramatique, horreur
- Date de sortie : 3 février 2021 sur Netflix

## Distribution
- Michał Meyer : Aspirant inspecteur Grzegorz Dąbrowski
- Adam Woronowicz : Inspecteur Kwaśniewski
- Julia Wieniawa-Narkiewicz : Anastazja
- Adam Turczyk : Jordan
- Nikodem Rozbicki : Paweł
- Monika Krzywkowska : Gloria
- Szymon Roszak : Robert
- Michał Sikorski : Rafał
- Adam Bobik : le livreur de pizza
- Mateusz Więcławek : Filip
- Yassine Fadel : Jacques, le « Français catholique »
- Bartłomiej Firlet : Jésus
- Wojciech Łozowski : Dariusz
- Aleksandra Pisula : Oliwia
- Paulina Gałązka : Jolanta
- Magdalena Perlińska : Renata
- Konrad Żygadło : Daniel
- Katarzyna Chojnacka : Angelika
- Kamil Piotrowski : Marek
- Dominika Sakowicz : une danseuse nymphomane
- Barbara Garstka : Pinky
- Mattia Rosiński : Slash